# Casillas de Flores
Casillas de Flores település Spanyolországban, Salamanca tartományban. Casillas de Flores La Alberguería de Argañán, Puebla de Azaba, Fuenteguinaldo, El Payo, Navasfrías és Sabugal községekkel határos. Lakosainak száma 168 fő (2024).

## Népesség
A település népessége az elmúlt években az alábbi módon változott:
| Lakosok száma | 252  | 234  | 205  | 228  | 203  | 187  | 187  | 178  | 185  | 168  |
|               | 2001 | 2004 | 2007 | 2009 | 2012 | 2014 | 2017 | 2019 | 2022 | 2024 |